# Interpretatie (logica)
Met interpretatie wordt in de logica de extensie van symbolen en strings aan de hand van tupels bedoeld. Een interpretatiefunctie met het predicaat L (van "lang") kan op deze manier bijvoorbeeld de extensie {bo} (van "Barack Obama") krijgen. De uitkomst van deze logische interpretatie is dat Barack Obama lang is.
Elke natuurlijke of formele taal kan op deze manier onderzocht worden en heet dan objecttaal. De op deze manier meest bestudeerde formele talen zijn de propositielogica en de predicatenlogica.
Met behulp van logische interpretaties kan vaak maar niet altijd ook de waarheidswaarde van zowel taalkundige als wiskundige zinnen worden bepaald. Wanneer een zin of wiskundige theorie de waarheidswaarde Waar heeft, krijgt de interpretatie de vorm van een grammaticamodel of wiskundig model. Om het wiskundige karakter te benadrukken wordt in dit verband vaak een binaire notatie gehanteerd, waarbij 1 bijvoorbeeld voor Waar staat en 0 voor Niet-waar.

## Formele talen
Een formele taal is een verzameling symbolen en/of zinnen (men spreekt in dit verband soms ook van goedgevormde formules, afhankelijk van de context) die is afgeleid uit een grotere verzameling, het alfabet. Kenmerkend voor een formele taal is dat ze volledig kan worden beschreven aan de hand van de vorm en plaats van de gebruikte letters en symbolen, waarbij betekenis geen primaire rol speelt. Een formele taal kan worden beschreven aan de hand van een formele grammatica. Dit gebeurt met name veel in de computerwetenschappen.

#### Logische constante
In het geval van propositie- en predicatenlogica worden de alfabetten van formele talen in twee reeksen verdeeld, de logische en niet-logische symbolen. De betekenis van logische symbolen wordt verondersteld altijd hetzelfde te zijn, terwijl die van niet-logische symbolen afhangt van externe factoren zoals het onderzoeksgebied. Voorbeelden van logische constanten zijn de kwantorsymbolen ∀ en ∃, de symbolen voor booleaanse operatoren, haakjes en het "is gelijk aan"-symbool, =.

## Waarheidsfunctionele interpretaties
Zinnen van een formele taal worden in het algemeen verondersteld niet meer dan één waarheidswaarde te hebben, namelijk Waar of Niet-waar. Men spreekt in dit verband van waarheidsfunctionaliteit. Een formele zin kan niet tegelijk waar en niet-waar zijn. Wel is het mogelijk dat de waarheidswaarde verschilt bij andere interpretaties. Een zin is consistent als ze volgens ten minste één interpretatie waar is, en anders inconsistent. Een zin φ is logisch geldig wanneer ze voor elke mogelijke interpretatie waar is. Als φ waar is voor elke interpretatie waarvoor ook ψ waar is, wordt φ een logische consequentie van ψ genoemd.